# (34565) 2000 SY292
2000 SY292 (asteroide 34565) é um asteroide da cintura principal. Possui uma excentricidade de 0.04859360 e uma inclinação de 11.73651º.
Este asteroide foi descoberto no dia 27 de setembro de 2000 por LINEAR em Socorro.